# Университет Сан-Томе и Принсипи
Университет Сан-Томе и Принсипи (порт. Universidade de São Tomé e Príncipe, USTP) — первое и крупнейшее высшее учебное заведение Сан-Томе и Принсипи. Входит в Ассоциацию португалоязычных университетов.

## История
ВУЗ был основан правительственным декретом в 1996 году и начал действовать в январе 1998 года под названием «Высший политехнический институт Сан-Томе и Принсипи» (ISPSTP) (изначально предлагались лишь трехлетние программы бакалавриата для подготовки учителей). С момента создания институт был аффилирован с Университетом Порту и Политехническим институтом Брагансы.
В июле 2014 года правительство страны решило основать на базе ISPSTP государственный университет. Этот проект, вплоть до окончания реорганизации в 2018 году, помогают реализовывать два бразильских ВУЗа: Университет международного сотрудничества афро-бразильской лузофонии и Федеральный университет Минас-Жерайс.

## Структура
Университет состоит из следующих подразделений:
- Высший политехнический институт[7] — главный кампус
- Высший институт образования и коммуникаций[8]
- Высший институт медицинских наук[9]
- Центр изучения развития[10]